# جمهوری خلق کره
جمهوری خلق کره (به انگلیسی: People's Republic of Korea یا PRK؛ به کره‌ای: 조선인민공화국؛ به چینی: 朝鮮人民共和國) یک دولت موقت با عمر یک سال (از ۱۹۴۵ تا ۱۹۴۶) بود که در ۱۲ سپتامبر ۱۹۴۵ تشکیل شد.جمهوری خلق کره به دو بخش اشغالی تقسیم شده‌است که اتحاد جماهیر شوروی بخش اشغالی شمالی، (کشور کره شمالی امروزی) و ایالات متحده آمریکا بخش اشغالی جنوبی، (کشور کره جنوبی امروزی) را دربر گرفته‌است. دولت نظامی ایالات متحده آمریکا در ۱۲ دسامبر ۱۹۴۵ نام جمهوری خلق کره را در بخش جنوبی غیرقانونی اعلام کرد. درحالی که کمیته‌های اتحاد جماهیر شوروی بخش شمالی را بر اساس ساختار جمهوری دموکراتیک خلق کره (کره شمالی) تقسیم‌بندی کردند.

## تاریخ

### پیدایش
تاریخ کره به عصر برنز بر می‌گردد. در سال ۱۹۴ پیش از میلاد یک سردار فراری چینی به نام ویمن قدرت را در این منطقه به دست گرفت؛ ولی چندی نینجامید که دودمان هان در چین، حکومت وی را سرنگون ساخت و کره جزئی از امپراتوری چین شد. کره در ۱۰۸ پیش از میلاد به چهار مستعمره مجزای چین تقسیم شد.

### دوران حکومت ژاپن

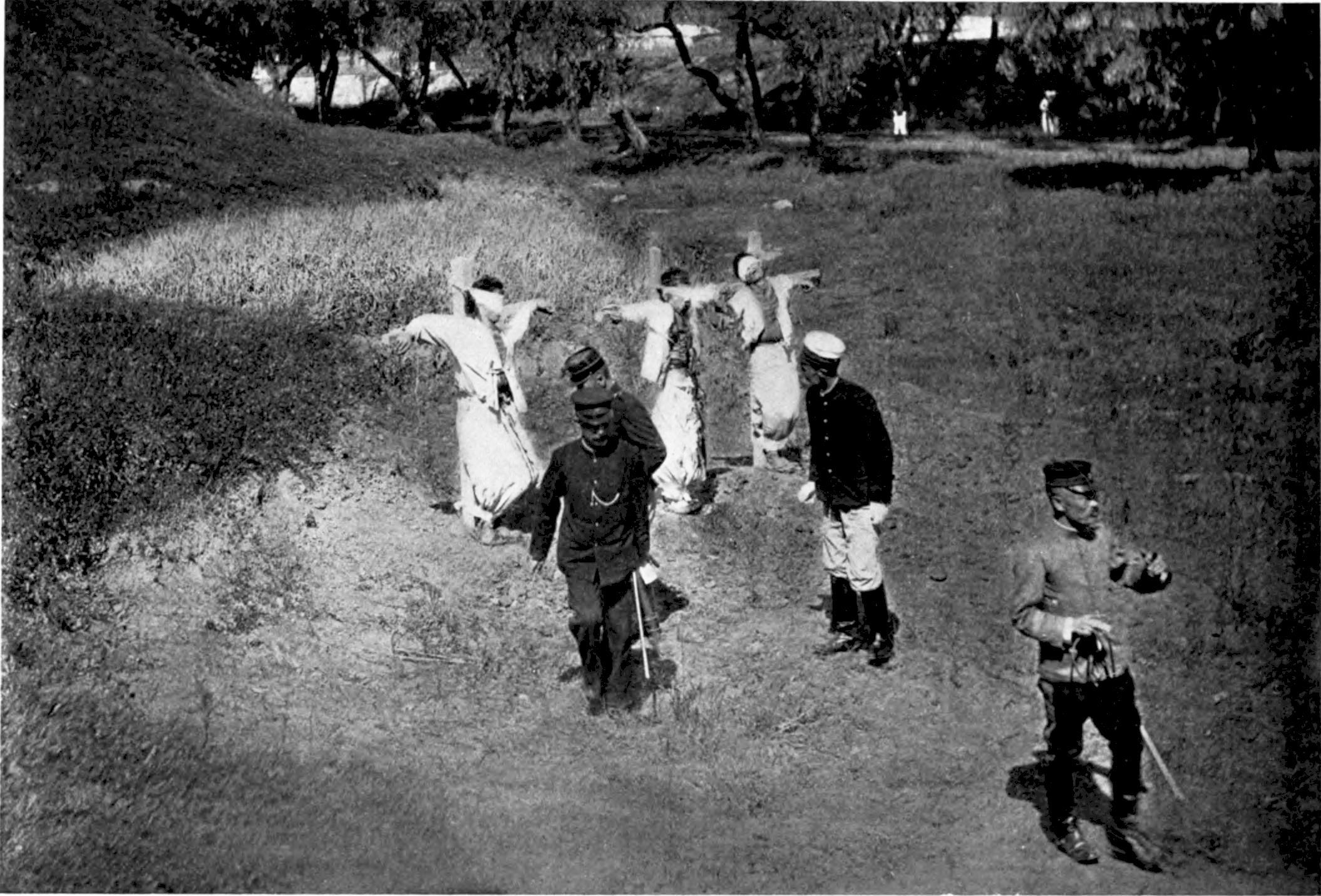
تیرباران سه کره‌ای به خاطر تخریب راه‌آهن در واکنش به تعرض ژاپنی‌ها به کشورشان بدون پرداخت هزینه به مردم محلی

پس از پیروزی‌های ژاپن در نخستین جنگ با دودمان چینگ در چین (۱۸۹۴ تا ۱۸۹۵) (بخشی از نخستین جنگ چین و ژاپن) و جنگ با امپراتوری روسیه (۱۹۰۴ تا ۱۹۰۵) (بخشی از جنگ روسیه و ژاپن) کره به کلی تحت استیلای ژاپن قرار گرفت. حتی بین ۱۸۸۹ تا ۱۹۱۰ حکومتی به نام امپراطوری کره با نفوذ امپراتوری روسیه در این کشور پدید آمد. گوجونگ کره امپراتور کره خواست با اعزام هیئتی به دیوان بین‌المللی دادگستری در لاهه، کشور خود را از زیر نفوذ کشور ژاپن بیرون بیاورد؛ ولی با کشف این موضوع مجبور به استعفا شد و پسرش سانجونگ کره آخرین امپراتور دودمان یی به پادشاهی رسید.
در بین سال‌های ۱۹۰۵ تا ۱۹۱۰ میلادی مبارزه ضد حکومت ژاپنی‌ها ادامه داشت. در سال ۱۹۱۰ میلادی کشور کره رسماً به امپراتوری ژاپن ضمیمه شد. ژاپن صنایع جدید و ترابری ریلی را در آنجا احداث کرد اما این امر نتوانست جلوی آزادی‌طلبی کره‌ای‌ها را بگیرد.
در اوایل مارس ۱۹۱۹ میلادی به دنبال مرگ آخرین امپراتور کره، یک گردهمایی عظیم با شرکت ۲ میلیون تَن در سئول برگزار شد و طی آن کره‌ای‌ها خواستار استقلال شدند. در طی این گردهمایی برخوردهای خونینی میان قوای ژاپنی و مزدوران کره‌ای آن‌ها با اجتماع کنندگان صورت گرفت که منجر به کشتن و زخمی شدن ۲۳۰۰۰ تن و دستگیری بیش از ۴۷۰۰۰ تن شد. در ماه آوریل همان سال رهبران استقلال‌طلبان، از جمله سینگمان ری آن چانگ هوو کیم کو دولت موقت کره را در شهر شانگهای چین تشکیل دادند. ژاپنی‌ها با نهایت قدرت استیلای خود را بر کره ادامه داده و سرمایه‌دارانش به غارت این سرزمین شدت بخشیدند.

### جنگ جهانی دوم
در زمان جنگ دوم چین و ژاپن و جنگ جهانی دوم پایه‌های نفوذ ژاپن در کره به سستی گرائید. در ابتدای جنگ‌ها که شانگهای به تصرف ژاپن درآمد دولت موقت کره از آنجا متواری شد. در طی جنگ جهانی دوم، دولت‌های آمریکا، چین و بریتانیا به مردم کره وعده استقلال دادند. نیروهای استقلال طلب کره‌ای در سراسر چین پخش شدند و در سال ۱۹۴۲ میلادی به ژاپن اعلام جنگ دادند. این نیروها با نیروهای متفقین در کره همکاری کرده و تا زمان تسلیم ژاپن در سال ۱۹۴۵ میلادی به جنگ ادامه دادند.

### جدایی دو کره
در پی جنگ جهانی دوم، سربازان شوروی و آمریکا به‌ترتیب، بخش‌های شمالی و جنوبی کشور را به کنترل خود درآوردند. با وجود به رسمیت شناخته شدن اولیهٔ کرهٔ متحد در کنفرانس قاهره، خصومت فزایندهٔ جنگ سرد، سرانجام به تشکیل دو دولت جداگانه - با ایدئولوژی‌های مختص خود - و تقسیم کره به دو موجودیت سیاسی مجزا، منجر شد؛ کرهٔ شمالی و کرهٔ جنوبی.
در شمال، یک پارتیزان ضد ژاپن و فعال سابق کمونیست به نام کیم ایل سونگ و در جنوب، یک رهبر سیاسی دست راستی و تبعیدی، به نام سینگمان ری به‌عنوان رئیس‌جمهوری به قدرت رسیدند.

شبه‌جزیرهٔ کره، ابتدا از مرز مدار ۳۸ درجه و بعدتر از محل سرحد مشخص شده تقسیم شد.

### جنگ کره
تقسیم کره، پس از بیش از یک هزاره اتحاد، به نظر هر دو رژیم غیرقابل‌قبول و موقتی می‌آمد. از سال ۱۹۴۸ تا آغاز جنگ کره در ۲۵ ژوئن ۱۹۵۰، نیروهای مسلح هر دو طرف در مجموعه‌ای از درگیری‌های خونین در مرز دو کشور شرکت جستند. در سال ۱۹۵۰، این درگیری‌ها با حملهٔ کرهٔ شمالی به کرهٔ جنوبی به‌طور چشمگیری تشدید شد و در نهایت به جنگ کره انجامید. سه سال بعد دو کره با امضای آتش‌بس به خصومت‌ها پایان دادند و تقسیم کره دائمی شد. دو طرف توافق کردند که یک محدودهٔ حائل ۴ کیلومتری در میان دو کشور به وجود بیاید که هیچ‌یک از دو کشور به آن وارد نشوند. این منطقه را منطقهٔ غیرنظامی یا دی‌ام‌زد (DMZ) می‌نامند.

روند جنگ
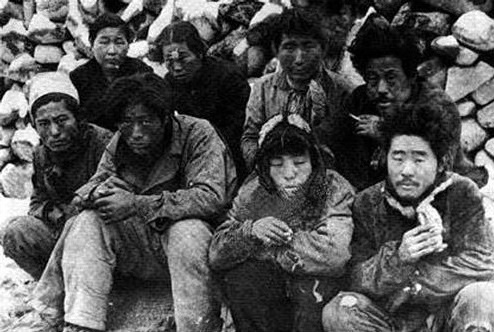
ساکنان جزیره ججو در انتظار اعدام

### کره جنوبی
در ۷ سپتامبر ۱۹۴۵، ژنرال مک‌آرتور اعلام کرد که سپهبد جان آرو هاج ادارهٔ امور کره را برعهده خواهد داشت. روز بعد هاج و نیروهایش در بندر اینچئون پیاده شدند. دولت موقت کره یک هیئت نمایندگی را به همراه سه مترجم فرستاد اما هاج حاضر به دیدار با آنان نشد. به این ترتیب آمریکایی‌ها جمهوری مردم کره یا دولت موقت کره را به رسمیت نشناختند. آن‌ها سینگمان ری، یک کره‌ای ضدکمونیسم را که پس از دهه‌ها تبعید در آمریکا به کره بازگشته بود گزینهٔ مناسبی برای ادارهٔ کشور می‌دانستند چون دوست آمریکایی‌ها محسوب می‌شد. دولت کرهٔ جنوبی، تحت نظارت ری، چند عملیات نظامی علیه شورشیان دست چپی که با دولت درگیر نبرد مسلحانه شده بودند انجام داد. در چند سال بعد بین ۳۰٬۰۰۰ تا ۱۰۰٬۰۰۰ نفر در جریان جنگ علیه شورشیان چپ‌گرا کشته شدند.
در اوت ۱۹۴۸، سینگمان ری اولین رئیس‌جمهور کرهٔ جنوبی شد و نیروهای آمریکایی شبه‌جزیره را ترک کردند.

### کره شمالی
در طول ماه اوت کره‌ای‌ها شاخه‌های بسیج مردمی را برای کمیتهٔ مقدمات استقلال کره (CPKI، 조선건국준비위원회) را سازماندهی کردند. ارتش شوروی اجازهٔ ادامهٔ فعالیت این کمیته‌ها را می‌داد چون روابط دوستانه‌ای با شوروی داشتند، اما در تلاش بود که این کمیته‌های مستقل را متمرکز کند. بعدتر دامنهٔ این کمیته‌های موقت به سراسر کشور کشیده شد و کمونیست‌ها در پست‌های کلیدی قرار داده شدند. در ماه مارس ۱۹۴۶، اصلاحات ارضی آغاز شد و طی آن زمین‌های ژاپنی‌ها و ملاکان هم‌پیمان آنان تقسیم و به کشاورزان فقیر داده شد. کمپین عظیم سازماندهی بسیاری از شهروندان و کشاورزان تنگدست در کمیته‌های مردمی در سراسر کشور سلطهٔ طبقهٔ زمین‌داران قدیمی را شکست. زمین‌داران تنها مجاز بودند همان قدر زمین داشته باند که شهرواندان فقیری که زمانی زمین‌های آن‌ها را اجاره می‌کردند، تا برابری بیشتری در توزیع زمین به دست بیاید. اصلاحات ارضی در کرهٔ شمالی نسبت به چین یا ویتنام با خشونت کمتری ممکن شد. منابع رسمی آمریکا نوشتند «رهبران سابق روستاها به عنوان یک نیروی سیاسی، از هر لحاظ بدون جنگ و خونریزی از صحنه کنار رفتند، اما مراقبت فوق‌العاده‌ای انجام می‌شد که از بازگشت آنها به قدرت جلوگیری شود.» طرح اصلاحات ارضی در میان کشاورزان محبوبیت بسیار داشت اما سبب شد بسیاری از زمین‌داران و مباشران سابق به جنوب بگریزند، برخی از آن‌ها پست‌هایی در دولت جدید کره جنوبی به دست آوردند. به نقل از دولت نظامی آمریکا، ۶۰۰٬۰۰۰ نفر از کره شمالی به کره جنوبی پناهنده شدند.
صنایع مهم ملی شدند. شرایط اقتصادی در شمال تقریباً به همان دشواری جنوب بود، چرا که ژاپنی‌ها کشاورزی را در جنوب و صنایع سنگین را در شمال متمرکز کرده بودند.
در فوریهٔ ۱۹۴۶ یک دولت موقت به نام کمیتهٔ موقت مردم کرهٔ شمالی به رهبری کیم ایل سونگ تأسیس شد. کیم ایل سونگ در آخرین سال‌های جنگ، زیر نظر نیروهای نظامی شوروی، در منچوری آموزش دیده بود. درگیری و کشمکش‌ها بر سر قدرت در سطوح بالای دولت در پیونگ‌یانگ بالا گرفته بود و افراد مختلف برای تصاحب پست در قدرت در دولت جدید چنگ و دندان نشان می‌دادند. در سطح محلی، کمیته‌های مردمی آشکارا به زمین‌داران و مباشران حمله می‌کردند و زمین‌ها و اموالشان را مصادره می‌کردند. بسیاری از این افراد ناپدید شدند یا ترور شدند. در همین استان‌ها و با همکاری با کمیته‌های مردمی بود که رهبر آیندهٔ کره، کیم ایل سونگ توانست نظامی با حمایت مردم به وجود آورد که او را از رقبای سیاسی‌اش در پیونگ‌یانگ پیش انداخت و به قدرت رساند. نیروهای شوروی در سال ۱۹۴۸ کرهٔ شمالی را ترک کردند.

## روابط دو کره و چین
پیونگ یانگ که از زمان جنگ دو کره بر حمایت نظامی و معنوی پکن تکیه کرده همچنان در عرصه‌های بین‌الملل از حمایت همه‌جانبه پکن بر خوردار بوده تا آنجا که با استقرار نیروی نظامی و پلیس از فرار مردم جلوگیری کرده یا با استقرار پلیس در اطراف سفارتخانه‌های کشورهای مختلف از ورود و دسترسی فراریان به سفارتخانه‌ها جلوگیری کرده و آن‌ها را به پلیس امنیت کره شمالی تحویل می‌دهد؛ و سرانجام پس چندین دهه در اوائل ماه ۲۰۱۸ کیم جونگ-اون با مون جه-این رئیس‌جمهور کره جنوبی دیدار کرد و روابط دیپلماتیک خود را شروع کردند.